# أدفنتشر (لعبة فيديو)
أدفنتشر (بالإنجليزية: adventure)‏ هي لعبة فيديو طُورت بواسطة وارين روبنيت ونشرتها أتاري، وصدرت في عام 1979 لمشغل أتاري 2600. وتعتبر أول لعبة أكشن-مغامرات.

## طريقة اللعب
على اللاعب أن يواجه ثلاثة تنانين: التنين الأخضر، التنين الأحمر والتنين الأصفر، يمكنه قتل تنين واحد بلمسه بالسيف. للتقدم في اللعبة، يجب على اللاعب جمع المفاتيح والأسلحة، ويوجد مغناطيس يسمح للاعب بأخذ عدة أشياء. الهدف من اللعب هو الحصول على الكأس.

## التطور
قبل ذلك بثلاث سنوات، أُطلقت لعبة كولوسال كيف أدفنتشر، وهي أول لعبة مغامرات تستند إلى النص، ومبرمجة بواسطة ويل كروثر، والتي استوحيت منها لعبة أدفنتشر بعمق.

## السلسلة

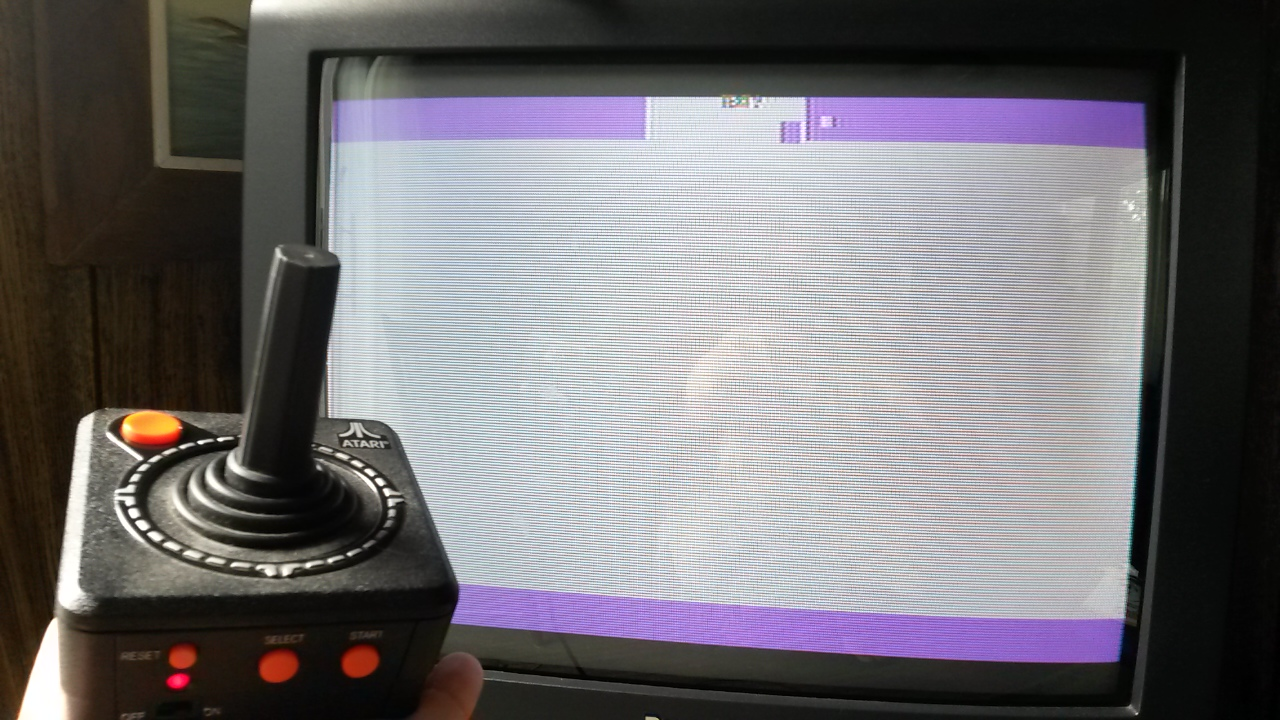

أدفنتشر هي أحد الإدخالات في كتاب ألعاب الفيديو 1001 التي يجب أن تكون ملعوبة في الحياة.

## وصلات خارجية
- موقع وارن روبينت
- وارين روبنيت أدفونتير
- الأساسي 50: المغامرة